# Kleines Sonnenhörnchen
Das Kleine oder Gefleckte Sonnenhörnchen (Heliosciurus punctatus) ist eine Hörnchenart aus der Gattung der Sonnenhörnchen (Heliosciurus). Es kommt im küstennahen Westafrika von Sierra Leone bis Ghana vor.

## Merkmale
Das Kleine Sonnenhörnchen ist ein mittelgroßes Hörnchen und erreicht eine durchschnittliche Kopf-Rumpf-Länge von etwa 18,0 bis 18,5 Zentimetern, der Schwanz ist etwa 20 bis 21 Zentimeter lang und das Gewicht liegt bei etwa 110 bis 255 Gramm, durchschnittlich etwa 170 Gramm. Die Hinterfußlänge beträgt 37 bis 50 Millimeter, die Ohrlänge 14 bis 19 Millimeter. Die Weibchen sind im Durchschnitt etwas größer und schwerer als die Männchen. Das Rückenfell der Tiere, die Flanken und die Beine sind dunkelbraun und grau und sandfarben durchsetzt. Das Fell ist lang und weich, die Haare sind an der Basis sepia-braun, daran schließen sich braune und sandfarbene Bänder an und die Haarspitze ist schwarz. Die Bauchseite ist grau und die Innenseiten der Hüften sind dunkelgrau gefärbt. Der Schwanz ist mit 120 % der Kopf-Rumpf-Länge vergleichsweise lang, er ist dünn und besitzt abwechselnd dunkle und blassere Ringe, die Schwanzunterseite ist heller als die Oberseite. Von dem teilweise sympatrisch vorkommenden Rotfüßigen Sonnenhörnchen (Heliosciurus rufobrachium) unterscheidet es sich durch seine geringere Größe sowie durch das Fehlen von Rotanteilen an den Beinen. Im Vergleich zum Graufußhörnchen (Heliosciurus gambianus) besitzt es ein deutlich dunkleres Rückenfell.

## Verbreitung
Das Kleine Sonnenhörnchen kommt im küstennahen Westafrika von Sierra Leone über Liberia und Elfenbeinküste bis Ghana vor. Eine weitere Ausdehnung bis nach Guinea ist möglich, jedoch nicht bestätigt.

## Lebensweise
Das Kleine Sonnenhörnchen lebt im Flachland sowohl im tropischen Primärwald wie auch im Sekundärwald, in kleineren Waldbeständen sowie in Savannen und offenen Gebieten. Wahrscheinlich kann das Kleine Sonnenhörnchen auch in stark veränderten Lebensräumen vorkommen. Über die Ökologie und Lebensweise liegen keine Untersuchungen vor.

## Systematik
Das Kleine Sonnenhörnchen wird als eigenständige Art innerhalb der Gattung der Sonnenhörnchen (Heliosciurus) eingeordnet, die aus sechs Arten besteht. Die wissenschaftliche Erstbeschreibung stammt von Coenraad Jacob Temminck aus dem Jahr 1853, die die Art als Sciurus punctatus ohne konkrete Angabe eines Fundorts von der Küste von „Guinea“ beschrieb. Später wurde der mögliche Fundort auf die Goldküste im westlichen Ghana eingegrenzt. Teilweise wurde das Hörnchen als Unterart des Graufußhörnchens (Heliosciurus gambianus) betrachtet, gilt jedoch mittlerweile mehrheitlich als eigenständige Art.
Innerhalb der Art werden mit der Nominatform zwei Unterarten unterschieden:
- Heliosciurus punctatus punctatus: Nominatform; kommt in den Küstenwäldern von Liberia bis zum Volta in Ghana vor. Im Vergleich zu H. p. savannius ist die Form dunkler.
- Heliosciurus punctatus savannius: Im Savannengebiet im Binnenland der Elfenbeinküste, es handelt sich um die hellere Form.

## Status, Bedrohung und Schutz
Das Kleine Sonnenhörnchen wird von der International Union for Conservation of Nature and Natural Resources (IUCN) nicht in eine Gefährdungskategorie eingeordnet, sondern aufgrund der geringen verfügbaren Daten zum Vorkommen und den Beständen als „data deficient“ gelistet. Bestandsgefährdende Risiken sind nicht bekannt, der Großteil des Verbreitungsgebietes ist allerdings stark vom Holzeinschlag und der Umwandlung ehemaliger Waldflächen in Plantagen und landwirtschaftliche Flächen betroffen. Die Art ist jedoch relativ anpassungsfähig an Lebensraumveränderungen.

## Belege
1. 1 2 3 4 5  Richard W. Thorington Jr., John L. Koprowski, Michael A. Steele: Squirrels of the World. Johns Hopkins University Press, Baltimore MD 2012; S. 227. ISBN 978-1-4214-0469-1
2. 1 2 3  Richard W. Thorington Jr., Chad E. Shennum: Heliosciurus punctatus, Punctate Sun Squirrel (Small Sun Squirrel). In: Jonathan Kingdon, David Happold, Michael Hoffmann, Thomas Butynski, Meredith Happold und Jan Kalina (Hrsg.): Mammals of Africa Volume III. Rodents, Hares and Rabbits. Bloomsbury, London 2013, S. 65–66; ISBN 978-1-4081-2253-2.
3. 1 2  Heliosciurus punctatus In: Don E. Wilson, DeeAnn M. Reeder (Hrsg.): Mammal Species of the World. A taxonomic and geographic Reference. 2 Bände. 3. Auflage. Johns Hopkins University Press, Baltimore MD 2005, ISBN 0-8018-8221-4.
4. 1 2  Heliosciurus punctatus in der Roten Liste gefährdeter Arten der IUCN 2015-4. Eingestellt von: P. Grubb, 2008. Abgerufen am 7. Dezember 2015.